# Пулями или голосами
«Пулями или голосами» (англ. Bullets or Ballots) — американский криминальный фильм режиссёра Уильяма Кили, который вышел на экраны в 1936 году.
Фильм рассказывает о детективе нью-йоркской полиции Джонни Блейке (Эдвард Г. Робинсон), который внедряется в гангстерскую банду Элла Крюгера (Бартон Маклейн) с целью разгрома её криминального бизнеса, раскрытия серии совершённых ей убийств, а также разоблачения её таинственных высокопоставленных боссов.
Фильм поставлен в значительной степени на реальном материале, который собрал нью-йоркский репортёр Мартин Муни, при этом образ Блейка во многом напоминает реального нью-йоркского детектива Джонни Бродерика, а образ Эла Крюгера — реального нью-йоркского гангстера Датча Шульца.
Фильм имел большой коммерческий успех и получил высокую оценку критики, отметившей как высокое качество постановки, так и сильную игру исполнителей главных ролей.
Это первый из пяти совместных фильмов Робинсона и Богарта, за которым последовали «Кид Галахад» (1937), «Удивительный доктор Клиттерхаус» (1938), «Брат „Орхидея“» (1940) и «Риф Ларго» (1948).

## Сюжет
В Нью-Йорке влиятельный газетный издатель Уорд Брайант (Генри О’Нил) выступает с публичными заявлениями о своей непримиримой борьбе с организованной преступностью, в связи с чем к нему поступают анонимные угрозы. После просмотра очередного выступления Брайанта, направленного против главаря мафиозного синдиката Эла Крюгера (Бартон Маклейн), его правая рука по имени Ник «Багс» Феннер (Хамфри Богарт) предлагает убить издателя, однако Крюгер считает, что делать этого не надо. Тем не менее, вскоре Брайанта убивают, что попадает на первые полосы газет. Опытный детектив полиции Джонни Блейк (Эдвард Г. Робинсон), который отвечал за борьбу с организованной преступностью, но из-за проблем с алкоголем был переведён в Бронкс рядовым полицейским, проводит время в ресторане своей близкой знакомой Ли Морган (Джоан Блонделл). Ли сочувствует понижению Блейка, который по-прежнему пользуется большим авторитетом как в полиции, так и в криминальной среде. По просьбе Крюгера, который глубоко уважает Блейка за порядочность, детектив приезжает к нему в офис. Мафиозный босс просит детектива помочь избавиться от преследований полиции по делу об убийстве Брайанта, однако Блейк отказывается от сотрудничества, а появившийся Феннер выгоняет Блейка из кабинета, так как не доверяет бывшим копам. В этот момент Крюгера вызывают его боссы, которых не знает даже Феннер, и он направляется на встречу в банк. Боссы указывают Крюгеру на недопустимость таких акций, как убийство Брайанта, так как это вредит делу, и дают ему срок на нахождение виновных. Тем временем для расследования убийства Брайанта и деятельности криминальных структур мэр города создаёт специальную комиссию, поручая практическое ведение расследование опытному капитану Дэну Макларену (Джо Кинг), наделяя его расширенными полномочиями. Блейк приходит на приём к Макларену, однако тот неожиданно увольняет его без какой-либо видимой причины. Блейк возвращается в ресторан Ли. Она, как выясняется, недавно наладила успешный подпольный лотерейный бизнес, и, узнав, что детектив остался без работы, предлагает ему взять на себя управление этим бизнесом. Однако детектив отказывается, хотя и благодарит её за желание помочь. Во время боксёрского матча в Мэдисон-сквер-гарден, за которым наблюдают Крюгер и Феннер, Блейк у них на глазах набрасывается на Макларена и бьёт его по лицу, после чего его доставляют в полицейский участок. Когда благодаря адвокатам Крюгера Блейк выходит на свободу, он приезжает к главарю мафии, который начинает испытывать всё большее доверие к бывшему копу. Крюгер знакомит Блейка с деятельностью своей организации, предлагая возглавить работу по совершенствованию её работы в новых условиях, когда ужесточение полицейских мер привело к падению прибылей синдиката. Крюгер подчиняет Блейка себе лично и обещает ему полную поддержку, против чего возражает Феннер, почувствовавший угрозу своему положению второго лица в организации. Вскоре газеты выходят с заголовками о том, что полиция провела несколько успешных операций против подпольных криминальных структур, и Феннер подозревает, что удары по их организации нанесены не без участия Блейка. Некоторое время спустя после драки на парковке с полицейским Блейка забирают в участок, где выясняется, что он был специально внедрён под прикрытием в банду Крюгера. Блейк обсуждает с Маклареном дальнейший план операции, и капитан требует выяснить, кто стоит над Крюгером, и если Крюгера не станет, то кто займёт его место. Хотя формально Феннер считается вторым человеком в организации, Блейк, который уже успел добиться значительного авторитета среди людей Крюгера, заявляет, что он сможет занять его место. После серии провалов Крюгер проводит совещание, на котором некоторые его подручные обвиняют Блейка в том, что он стукач. В ответ на это Блейк предлагает не стоять на месте, а развернуть новое прибыльное дело. Он предлагает перехватить у Ли её лотерейный бизнес, который охватывает несколько кварталов, и распространить его на весь город. Крюгер поддерживает идею, и вскоре его люди вынуждают Ли отдать им этот бизнес. Феннер пытается забрать его бизнес под себя, однако когда Крюгер поручает его ведение Блейку, встречается с Ли, сообщая ей, что это Блейк отнял у неё лотерейный бизнес. Во время встречи с Ли Блейк подтверждает, что действительно это была его идея, однако отказывается назвать ей причины, по которым так поступил. После того, как Блейку удаётся существенно увеличить доходы от лотерейного бизнеса, Крюгер знакомит его с банкиром Холлистером (Генри Колкер), который является одним из боссов синдиката. В результате этой встречи Блейк становится преемником Крюгера. Вскоре Феннер, который почувствовал, что теряет своё влияние, убивает Крюгера, намереваясь встать во главе синдиката. После того, как газеты публикуют сообщение об убийстве Крюгера, Феннер приходит к Ли, предлагая ей вести лотерейный бизнес под его началом. Затем в кабинете Крюгера он собирает наиболее авторитетных членов банды, которые утверждают его новым боссом. Однако Блейк заявляет, что это решать не им, а боссам, и предлагает подождать с окончательным решением до завтра, когда надо будет отвозить им деньги. На следующий день Холлистер приглашает Блейка к себе в банк, где знакомит с другими боссами синдиката, которые назначают Блейка на место Крюгера и требуют, чтобы он вечером привёз их долю в банк. Тем временем полиция под руководством Макларена проводит рейд в здании фабрики, которая служила основной базой финансовых операций синдиката. Полицейским удаётся захватить деньги и документацию синдиката, а также задержать несколько десятков сотрудников, которые не успели скрыться через потайную дверь в стене. Феннеру сообщают, что кто-то видел, как Блейк подал сигнал копам о начале рейда, и, кроме того, он понимает, что информацию о потайной двери мог сообщить копам только Блейк, после чего решает расправиться с ним. Феннер приезжает к Ли, говоря, что Блейк предал их, и выясняет у неё адрес, где тот временно скрывается. Когда Блейк выходит из квартиры с сумкой, чтобы направиться к боссам, поджидающий его на лестнице Феннер открывает огонь. В ходе перестрелки Блейк убивает Феннера, однако сам получает тяжёлое ранение. Блейк выходит на улицу, куда как раз подъехала Ли, намереваясь предупредить его относительно Феннера. Она отвозит Блейка в банк, где тот передаёт сумку с деньгами Холлистеру. Когда Блейк выходит из банка, полиция врывается в здание, задерживая боссов синдиката с поличным. Блейк умирает на руках у Макларена, сообщая, что Брайанта и Крюгера убил Феннинг из того же оружия, которое сейчас находится при нём.

## В ролях
- Эдвард Г. Робинсон — детектив Джонни Блейк
- Джоан Блонделл — Ли Морган
- Бартон Маклейн — Эл Крюгер
- Хамфри Богарт — «Багс» Ник Феннер
- Фрэнк Макхью — Херман Маклоски
- Джо Кинг -«Мак» капитан Дэн Макларен
- Дик Пёрселл — Эд Дрисколл
- Джордж Э. Стоун — Уайрс Кэгел
- Джозеф Крехан — спикер Большого жюри
- Генри О’Нил — Уорд Брайант
- Генри Колкер — мистер Холлистер
- Гилберт Эмери — мистер Торндайк
- Герберт Роулинсон — мистер Колдвелл
- Луи Биверс — Нелли Ляфлёр
- Норман Уиллис — Луи Винчи

## История создания фильма
Как написал историк кино Пол Татара, «как это часто бывало в случае с криминальными фильмами эпохи Великой депрессии, история „взята из газетных заголовков“, а персонажи отдалённо напоминают знаменитых в то время преступников и детективов».
По информации Variety и Американского института киноискусства, «в основу сценария фильма были положены сенсационные статьи нью-йоркского репортёра и писателя Мартина Муни с разоблачением преступного бизнеса, которые публиковались на первых страницах газет».
Согласно «Нью-Йорк Таймс», персонаж Джонни Блейка основан на реальном полицейском детективе Джонни Бродерике, которого иногда называли «Герцогом» или «Самым крутым копом на Бродвее». По информации Variety, персонаж Эла Крюгера, по всей видимости, списан со знаменитого гангстера Датча Шульца.
Как отметил Татара, «картина добилась большого финансового успеха, а Робинсон, который поначалу имел дурные предчувствия из-за сценария, позднее написал в своей автобиографии, что это был „ударный хит на 18 каратов“».
Это был первый их пяти совместных фильмов Эдварда Г. Робинсона и Хамфри Богарта. По словам Татары, «позднее Робинсон обратил внимание на одну и ту же характерную схему во всех его фильмах с участием Богарта. Персонажи обоих актёров обычно к концу фильма оказывались мёртвыми, но происходило это по-разному: когда Робинсон был более крупной звездой, Богарт погибал первым, оставляя своему противнику немного времени, прежде чем умирал и он. Когда же большей звездой стал Богарт, порядок их смертей поменялся».

## Критика
Сразу после выхода картины на экраны журнал Variety назвал его «быстрым, гладко сделанным боевиком», далее отметив, что в выстроенную по традиционному плану историю картины «щедро введены новостные события». Рецензент отмечает, что «режиссёр Уильям Кили поддерживает хороший темп и придаёт картине реалистичность», а Робинсон «создаёт один из самых мужественных своих образов». Рецензент также отмечает «отличную» игру Маклейна, а также Хамфри Богарта «в роли его правой руки, который убедительно доносит ощущение угрозы».
Современный историк кино Крейг Батлер назвал картину «хорошим маленьким триллером», который сегодня «обращает на себя внимание прежде всего тем, что в нём впервые сыграли вместе Робинсон и Богарт». По мнению критика, «это превосходный фильм с одним из тех неожиданных поворотов, которые немного экстравагантны, но доставляют большое удовольствие», хотя «если глубоко задуматься о сюжете, то можно обнаружить в нём массу дыр». Однако, по мнению Батлера, режиссёр Уильям Кили абсолютно не собирается допускать, чтобы зритель задумывался о правдоподобии картины. «Кили не пророк и не новатор, он просто режиссёр, который умеет рассказать историю и знает, как показать драматический момент и как вызвать смех. И хотя он больше озабочен ремеслом, чем искусством, он умеет подавать свой товар». Критик также отмечает «сильный сценарий Миллера и Муни, который содержит много крутых обменов репликами, которые понравятся поклонникам жанра. Фильм также содержит хроникальное начало, которое задаёт ему надлежащий ход». В заключение Батлер пишет: «И конечно, там есть Робинсон и Богарт. Богарт ещё сравнительно молод, ещё не звезда, и соответственно его роль очевидно менее значима. Более того, даже роль криминального босса в исполнении Бартона Маклейна больше. Но Богарт, хотя и немного грубоват, уже показывает ту холодную силу, которая сыграет ему добрую службу в последующих ролях. Робинсон же получает огромное удовольствие от своей роли, выкладываясь полностью в каждый предоставленный ему момент».
По мнению Пола Татары, это «увлекательная гангстерская история и один из лучших фильмов, поставленных контрактным режиссёром Warner Bros. Уильямом Кили». Кили уже ранее поставил три картины о гангстерах, и его «умение работать с гангстерским материалом, возможно, стало ключевым элементом успеха данной картины». По информации Татары, Кили однажды заявил, что он стремился «обслуживать широкие массы, которые способны воспринимать хорошее зрелище», а «наличие у режиссёра щедрого контракта со студией ещё более укрепляло его популистский подход в работе». Однако, по мнению критика, «фильм не был работой одного лишь Кили. Криминальный репортёр Мартин Муни, который написал оригинальную историю, хорошо знал преступный мир Манхэттена, а Сетон Миллер превратил работу Муни в сценарий, который содержал тот диалог и ту тематику, которые публика ожидала от этого жанра».
Историк кино Деннис Шварц назвал картину «приятным, полным экшна гангстерским фильмом», который поставил «опытный контрактный режиссёр студии Warner Bros Уильям Кили, известный по фильмам „Джимены“ и „Каждое утро я умираю“». Шварц также отметил работу Сетона Миллера, который «написал сценарий, включив в него энергичные и едкие обмены репликами, что в этом жанре так любит публика». При этом критик полагает, что хотя «сюжет фильма и страдает натяжками, тем не менее, увлекательно смотреть за тем, как рычит будущая суперзвезда Богарт, и как Робинсон хватает парней, которые не смогли его раскусить». По словам критика, «фильм довольно обычный, тем не менее публика охотно пожирала такие вещи, и благодаря этому он стал кассовым хитом. Фильм точно попал в своё время, но затем устарел».